# Financial District (Los Angeles)
Pour les articles homonymes, voir Financial District.
Le Financial District est un secteur du quartier d'affaires de Los Angeles, en Californie.

## Présentation

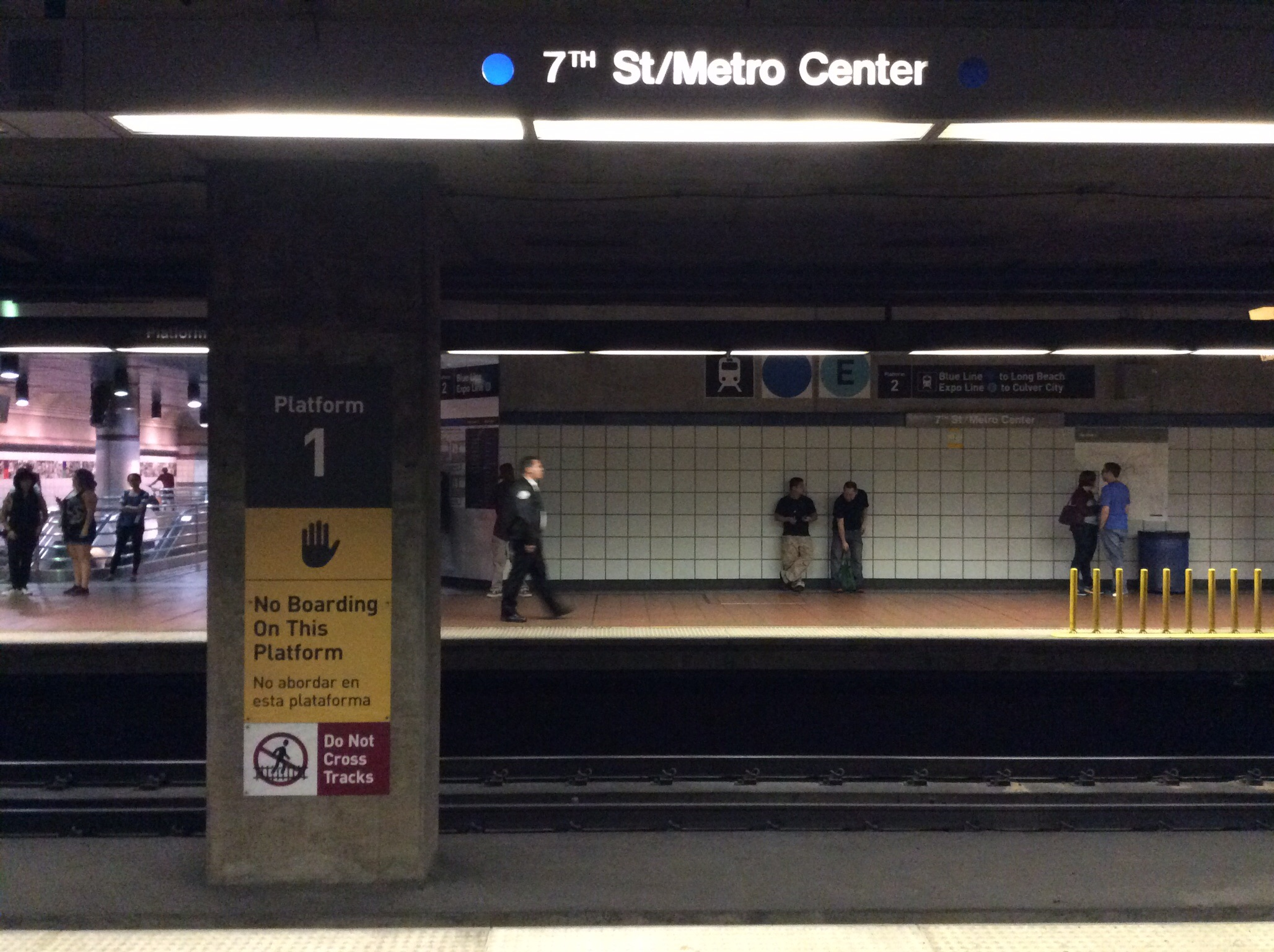
Vue de la station 7th Street qui dessert le quartier.

Le Financial District est un secteur du quartier d'affaires de Los Angeles, qui correspond principalement aux gratte-ciel de ce dernier.
Il est desservi par les lignes A, B, D et E du métro de Los Angeles, grâce à la station 7th Street.

## Histoire
Le quartier a été créé par la Los Angeles Community Redevelopment Agency pour fournir une alternative à l'ancien quartier financier Spring Street (en), qui, dans la seconde partie du XXe, était tombé en désuétude[réf. souhaitée].